# Paepalanthus extremensis
Paepalanthus extremensis är en gräsväxtart som beskrevs av Silveira. Paepalanthus extremensis ingår i släktet Paepalanthus och familjen Eriocaulaceae. Inga underarter finns listade i Catalogue of Life.